# BTG Pactual
BTG Pactual S.A. (Banking and Trading Group Pactual)  ist ein brasilianisches Unternehmen mit Sitz in São Paulo,  das hauptsächlich im Investmentbanking  und Investment Management tätig ist. Zusammen mit ihren Tochtergesellschaften bietet die Bank eine Reihe von Finanzdienstleistungen an, darunter Investmentbanking, Unternehmenskredite, Makler- und Clearingdienstleistungen, Vermögensverwaltung, Vermögensverwaltung, Geschäfts- und Verbraucherbankdienstleistungen, Merchant Banking und Immobilienanlagen. Über die Plattform BTG Pactual digital ermöglicht die Bank Online-Retail-Investitionen. Sie bietet auch Schaden- und Unfallversicherungen sowie Rückversicherungsdienstleistungen an. Die Bank hat eine Reihe von Tochtergesellschaften in Brasilien und im Ausland, mit Präsenz in vielen lateinamerikanischen Ländern, den Vereinigten Staaten, dem Vereinigten Königreich, Luxemburg und Hongkong.
Darüber hinaus ist sie einer der größten Forst-Asset-Manager der Welt mit Investitionen in den USA, Lateinamerika, Europa  und Afrika. Sie gilt als eine der führenden Investmentbanken in Schwellenländern, als größte unabhängige Investmentbank und als größter Vermögensverwalter in Brasilien.
Das Unternehmen ist an der brasilianischen Börse BOVESPA notiert.

## Geschichte
Die Bank wurde als Broker House (Pactual) 1983 gegründet. 1990 begann sie mit Vermögensverwaltung. 2002 begann die regionale Expansion durch Eröffnung von Büros in Recife und ein Belo Horizonte. 2008 wurde BTG von André Esteves, Persio Arida und einer Gruppe von früheren Partnern gegründet. 2010 erfolgte eine Kapitalerhöhung in Höhe von 1,8 Mrd. USD durch internationale Investoren. Der Börsengang erfolgte 2012 und erbrachte einen Erlös von 3,2 Mrd. Reais. Es wurden Celfin Capital in Chile  und Bolsa Y Rente in Kolumbien  übernommen. 2014 wurde die Übernahme von BSI, einer Schweizer Privatbank angekündigt. 1989 begannen die Bankaktivtäten und es wurde ein Büro in São Paulo  eröffnet. Pactual Asset Management wurde 2000–2001 gegründet. 2006 erwarb die Schweizer Großbank UBS die einen Teil des Unternehmens und nannte sie UBS Pactual. 2009 wurde dieser Teil zurückgekauft. So wurde BTG Pactual gegründet. 2013 begannen die Tätigkeiten von BTG Pactual Seguradora und BTG Pactual Resseguradora in Brasilien.